# The Beatles (TV-serie)
The Beatles var en brittisk animerad TV-serie som började sändas 1965 och lades ner 1969. Serien byggdes på låtar som The Beatles har gjort.
Detta var första gången äkta människor blev porträtterade i en tecknad filmserie och det blev omedelbar succé. The Beatles själva tyckte inte om serien i början, men Lennon och Harrison tyckte om den senare. Handlingen kan påminna om Scooby-Doo i sin övernaturliga stil, men handlingen kunde också ha mer teatraliska och musikaliska inslag.

## Karaktärer
- John Lennon: John är bandets ledare och är oftast den som bestämmer i bandet.
- Paul McCartney: Paul skulle man kunna kalla för bandets ledare näst efter John. Paul är även bandets casanova.
- George Harrison: George har en väldigt lång haka och är nog den i bandet som är mest tystlåten.
- Ringo Starr: Ringo Starr, den mest godtrogne av Beatlarna. Han har en väldigt lång näsa. Hans populäraste replik är: Huhu Yeah! De övriga Beatlarna mobbar honom ibland och kallar honom ofta för ful och korkad.
- Chauffören: The Beatles chaufför.
- Manageren: The Beatles manager.

## Avsnitt

### Säsong 1 (1965-66)
1. A Hard Day's Night / I Want to Hold Your Hand
2. Do You Want to Know a Secret / If I Fell
3. Please Mr. Postman / Devil in Her Heart
4. Not a Second Time / Slow Down
5. Baby's in Black / Misery
6. You've Really Got a Hold on Me / Chains
7. I'll Get You / Honey Don't
8. Any Time at All / Twist and Shout
9. Little Child / I'll Be Back
10. Long Tall Sally / I'll Cry Instead
11. I'll Follow the Sun / When I Get Home
12. Everybody's Trying to Be My Baby / I Should Have Known Better
13. I'm a Loser / I Wanna Be Your Man
14. Don't Bother Me / No Reply
15. I'm Happy Just to Dance with You / Mr. Moonlight
16. Can't Buy Me Love / It Won't Be Long
17. Anna (Go to Him) / I Don't Want to Spoil the Party
18. Matchbox / Thank You Girl
19. From Me to You / Boys
20. Dizzy Miss Lizzy / I Saw Her Standing There
21. What You're Doing / Money (That's What I Want)
22. Komm, Gib Mir Deine Hand/ She Loves You
23. Bad Boy / Tell Me Why
24. I Feel Fine / Hold Me Tight
25. Please Please Me / There's a Place
26. Roll Over Beethoven / Rock and Roll Music[3]